# Heleen de Coninck
Heleen C. de Coninck (geb. 22. Januar 1977 in Wageningen) ist eine niederländische Klimawissenschaftlerin. Sie ist seit 2020 Full Professor an der Technischen Universität Eindhoven und seit 2012 Associate Professor an der Radboud-Universität Nijmegen.

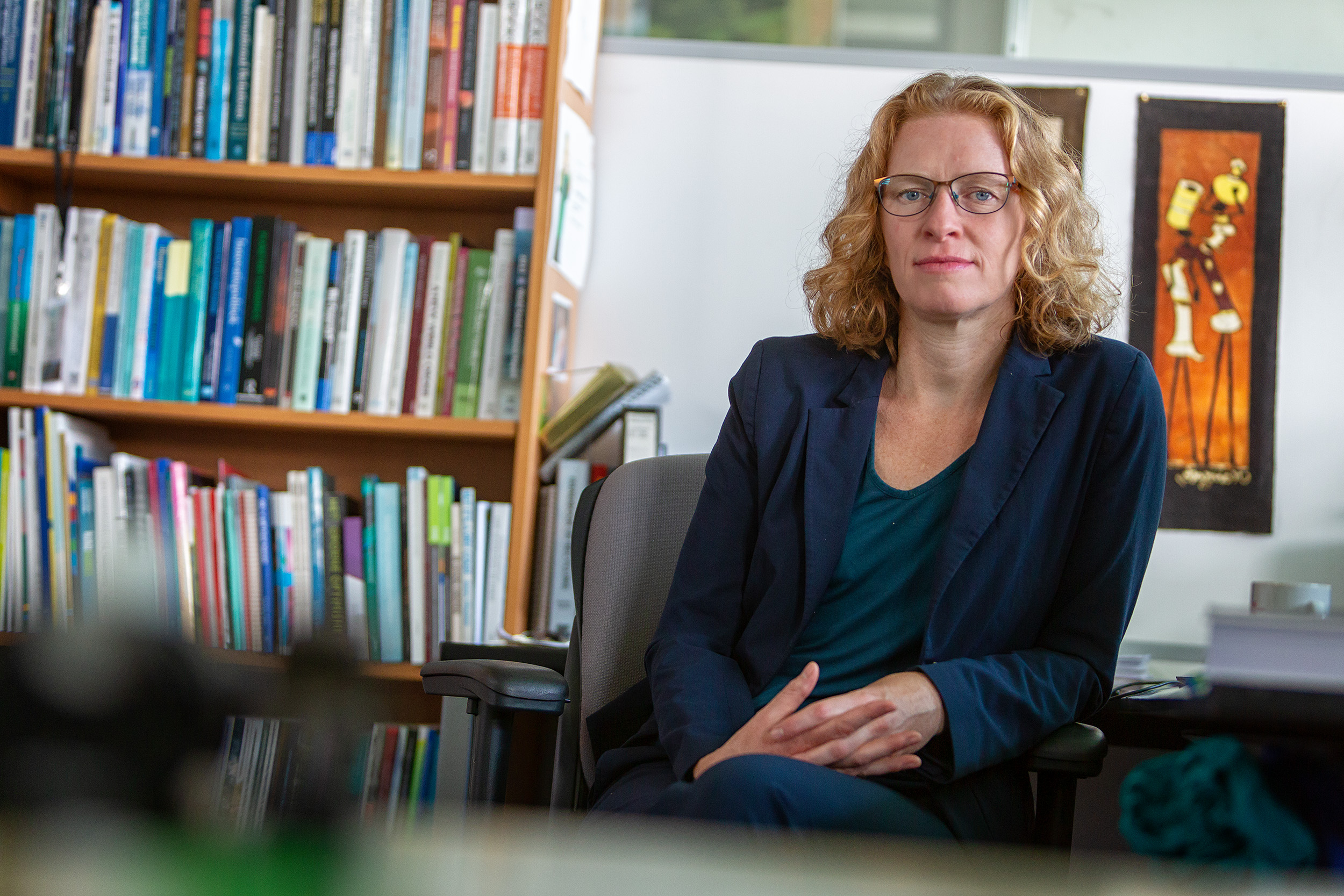
Heleen de Coninck (August 2018)

## Leben
Heleen de Coninck (eigentlich Helena Catharina de Coninck) verbrachte ihre Kindheit in Wageningen und Vlissingen. Sie studierte Chemie und Umweltwissenschaft mit den Schwerpunkten Klimawandel und Atmosphärenchemie an der Radboud-Universität. Sie arbeitete daraufhin als Wissenschaftlerin der Atmosphärenchemie am Max-Planck-Institut für Chemie. Im Jahr 2009 promovierte sie an der Vrije Universiteit Amsterdam über die Rolle von Technologie in den internationalen Klimaverhandlungen. Sie arbeitete mehr als zehn Jahre am Energy Research Centre of the Netherlands. Im Jahr 2012 wurde sie an die Radboud-Universität berufen. Seit 2020 ist sie Full Professor für soziotechnische Innovationen und Klimawandel an der Technischen Universität Eindhoven.
Sie ist Vorstandsmitglied der Non-Profit-Organisation Climate Strategies, die in den Bereichen umweltpolitische Netzwerkarbeit und Beratungstätigkeit für politische Entscheidergremien tätig ist.
De Coninck lebt auf einem Hausboot im Ooijpolder und ist Mutter einer Tochter.

## Wirken
De Conincks Arbeit befasst sich schwerpunktmäßig mit dem Klimaschutz und der internationalen Klimapolitik. Unter anderem leistete sie Beiträge zum Verständnis der CO2-Abscheidung und -Speicherung (CCS). Sie argumentiert prinzipiell für die Aufnahme von CSS-Technologien in den CDM (Mechanismus für umweltverträgliche Entwicklung). In ihrem Artikel Trojan horse or horn of plenty? Reflections on allowing CCS in the CDM, 2008 veröffentlicht in Energy Policy, machte sie einen konkreten Vorschlag, unter welchen Bedingungen ein diesbezüglicher Konsens erzielt werden könnte. Sie forschte und war unter anderem für die UNFCCC, UNIDO und UNEP sowie die Weltbank und verschiedene Regierungen und Akteure des privaten Sektors beratend tätig. Sie ist als IPCC-Autorin eine der Herausgeberinnen und koordinierenden Leitautorinnen des Sonderberichts zur Abscheidung und Speicherung von CO2 (2005) und eine der koordinierenden Leitautorinnen des 2018 erschienenen Sonderberichts 1,5 °C globale Erwärmung (2018) des Weltklimarates IPCC. In der öffentlichen Debatte um Auswege aus der Klimakrise weist sie auf die dramatischen Folgen hin, welche eine Verfehlung des Zwei-Grad-Ziels für die Erde hätte.

## Veröffentlichungen (Auswahl)
Fachaufsätze
- Coninck, Heleen de & Ambuj Sagar (2015): Making sense of climate technology policy. Editorial to Special Issue “Climate policy for technology development and transfer”. In: Climate Policy: doi:10.1080/14693062.2014.953909.
- Coninck, Heleen de & Daniel Puig (2015): Assessing climate change mitigation technology interventions by international institutions. In: Climatic Change, doi:10.1007/s10584-015-1344-z.
- Coninck, Heleen de, Sally Benson (2014): Carbon dioxide capture and storage: issues and prospects. In: Annual Review of Environment and Resources, doi:10.1146/annurev-environ-032112-095222
- Ockwell, David, Ambuj Sagar & Heleen de Coninck (2014): Collaborative research and development (R&D) for climate technology transfer and uptake in developing countries: towards a needs driven approach. In: Climatic Change: doi:10.1007/s10584-014-1123-2.
- Coninck, Heleen, de, & Karin Bäckstrand (2011): An International Relations perspective on the global politics of carbon dioxide capture and storage. In: Global Environmental Change, doi:10.1016/j.gloenvcha.2011.03.006
- Coninck, Heleen de: Advocacy for carbon capture and storage could arouse distrust. In: Nature, Januar 2010, doi:10.1038/463293a
- Chakravarty, S., A. Chikkatur, H.C. de Coninck, S. Pacala, R. Socolow, M. Tavoni (2009): Sharing global CO2 emission reductions among one billion high emitters. In: PNAS (Proceedings of the National Academy of Sciences) doi:10.1073/pnas.0905232106.
- Heleen de Coninck, Jennie C. Stephens, Bert Metz (2009). Global learning on carbon capture and storage: A call for strong international cooperation on CCS demonstration. In: Energy Policy, doi:10.1016/j.enpol.2007.11.013
- Coninck, Heleen de (2008): Trojan horse or horn of plenty? Reflections on allowing CCS in the CDM. In: Energy Policy, doi:10.1016/j.enpol.2007.11.013

Buchkapitel/Bücher
- IPCC (2018) - Special Report: Global Warming of 1.5 °C, Co-ordinating Lead Authors: Heleen de Coninck (Netherlands/EU), Aromar Revi (India) for Chapter 4: Strengthening and implementing the global response to the threat of climate change.
- Mit Duncan Liefferink, Daan Boezeman: The Netherlands: a Case of Fading Leadership. In: Rudiger K.W. Wurzel, James Connelly, Duncan Liefferink (Hrsg.): The European Union in International Climate Change Politics, Routledge, erste Auflage, New York 2017, ISBN 978-1-138-36191-1, S. 131–144
- Coninck, Heleen, de, Ambuj Sagar: Technology Development and Transfer. In: Daniel Klein et al. (Hrsg.): The Paris Agreement on Climate Change. Analysis and Commentary, Oxford University Press, Oxford 2017, ISBN 978-0-19-878933-8
- Blanco, Gabriel, Reyer Gerlagh, Sangwon Suh, John Barrett, Heleen de Coninck, Cristobal Felix Diaz Morejon, Ritu Mathur, Nebosja Nakicenovic, Alfred Ofosu Ahenkorah, Jiahua Pan, Himanshu Pathak, Jake Rice, Richard Richels, Steven J Smith, David Stern, Ferenc L. Toth, Peter Zhou (2014): Drivers, trends and mitigation. In: AR5 Climate Change 2014: Mitigation of Climate Change
- Benson, Sally, Heleen de Coninck et al.: Carbon capture and storage. In: Global Energy Assessment - Toward a Sustainable Future, Cambridge University Press, Cambridge, New York 2012
- Coninck, Heleen, de: Technology rules! Can technology-oriented agreements help address climate change? PhD thesis at VU University Amsterdam, Amsterdam 2009, ISBN 978-90-8659-354-5.
- IPCC (2005) - Bert Metz, Ogunlade Davidson, Heleen de Coninck, Manuela Loos, Leo Meyer (Eds.): Special Report: Carbon Dioxide Capture and Storae. Co-ordinating Lead Authors: Edward Rubin (USA), Leo Meyer und Heleen de Coninck (Energy research Centre of the Netherlands), Cambridge University Press